# Савин, Александр Александрович
Александр Александрович Савин (род. 28 января 1962, Брянск) — российский управленец и политик, сенатор Российской Федерации (с 2020), заместитель председателя Комитета Совета Федерации по Регламенту и организации парламентской деятельности.
Из-за поддержки российско-украинской войны — под санкциями 27 стран ЕС, Великобритании, США, Канады, Швейцарии, Австралии, Украины, Новой Зеландии.

## Биография
В 1983 году окончил Брянский институт транспортного машиностроения, в 2008 году — Российскую академию государственной службы при президенте Российской Федерации.
С 1983 по 2004 год работал инженером в Институте физики высоких энергий в Протвино. Был на комсомольской работе, в 1988—1990 годах являлся секретарём комсомольской организации ИФВЭ с правами районного комитета ВЛКСМ, член Центрального комитета ВЛКСМ.
Перейдя на работу в администрацию президента Российской Федерации, занимал с 2005 по 2010 год должность советника департамента региональной политики Управления по внутренней политике, с 2010 по 2012 год сначала временно исполнял обязанности начальника этого департамента, затем был назначен его начальником. В феврале 2012 года назначен главным федеральным инспектором по Калужской области аппарата полномочного представителя президента в Центральном федеральном округе, с ноября 2018 до 2020 года возглавлял департамент по работе с регионами Центрального и Северо-Западного федеральных округов Управления президента РФ по внутренней политике. Действительный государственный советник Российской Федерации 3-го класса.
13 сентября 2020 года состоялись выборы в Законодательное собрание Калужской области, по итогам которых А. А. Савин был избран депутатом по списку партии «Единая Россия».
24 сентября 2020 года депутаты нового созыва Законодательного собрания Калужской области наделили Савина полномочиями сенатора Российской Федерации, в связи с чем он сложил с себя полномочия областного депутата.
Из-за поддержки российской агрессии и нарушения территориальной целостности Украины во время российско-украинской войны находится под персональными международными санкциями разных стран. С 9 марта 2022 года находится под санкциями всех стран Европейского союза. С 15 марта 2022 года находится под санкциями Великобритании. С 30 сентября 2022 года находится под санкциями Соединённых Штатов Америки. С 23 марта 2022 года находится под санкциями Канады. С 16 марта 2022 года находится под санкциями Швейцарии. С 21 апреля 2022 года находится под санкциями Австралии.
Указом президента Украины Владимира Зеленского от 7 сентября 2022 находится под санкциями Украины. С 3 мая 2022 года находится под санкциями Новой Зеландии.